# Sakuma Nobumori
Sakuma Nobumori (佐久間信盛?   1528-18 de febrero de 1582) fue un samurái japonés del período Sengoku de la historia de Japón al servicio del clan Oda. Fue conocido también como Dewa no Suke (出羽介) y como Uemon no Jo (右衛門尉).
Bajo las órdenes de Oda Nobunaga, Nobumori defendió al clan Rokkaku en 1570. Estuvo presente en la larga campaña de Nobunaga en contra de los monjes guerreros Ikkō ikki del templo Hongan, pero debido a que no pudo salir con la victoria, se retiró a un templo budista en Kōyasan, donde murió en 1582.